# Òpera i Ballet Nacional de Lituània
L'Òpera i Ballet Nacional de Lituània LNOBT (en lituà: Lietuvos nacionalinis operos ir baleto Teatras) és un teatre d'òpera i ballet a Vílnius, Lituània. Va ser construït el 1974.
L'Orquestra Simfònica de l'Estat de Lituània, el Cor Estatal de Kaunas, i l'Orquestra de Cambra de Lituània s'allotgen al LNOBT. A més a més d'obres clàssiques occidentals i russes de repertori, a l'òpera també es fan òperes nacionals. L'òpera Pilėnai (1956) del compositor Vytautas Klöva, des de 2001 s'ha portat a terme a l'aire lliure durant l'estiu al Castell de l'Illa Trakai. L'òpera Lokys (2000) de Bronius Kutavicius, després de Prosper Mérimée amb l'obra Lokis the bea, va ser encarregat pel «Vílnius Festival». El ballet ha realitzat diverses produccions pel coreògraf rus Boris Eifman, entre elles Red Giselle.